# DM-12 PARM

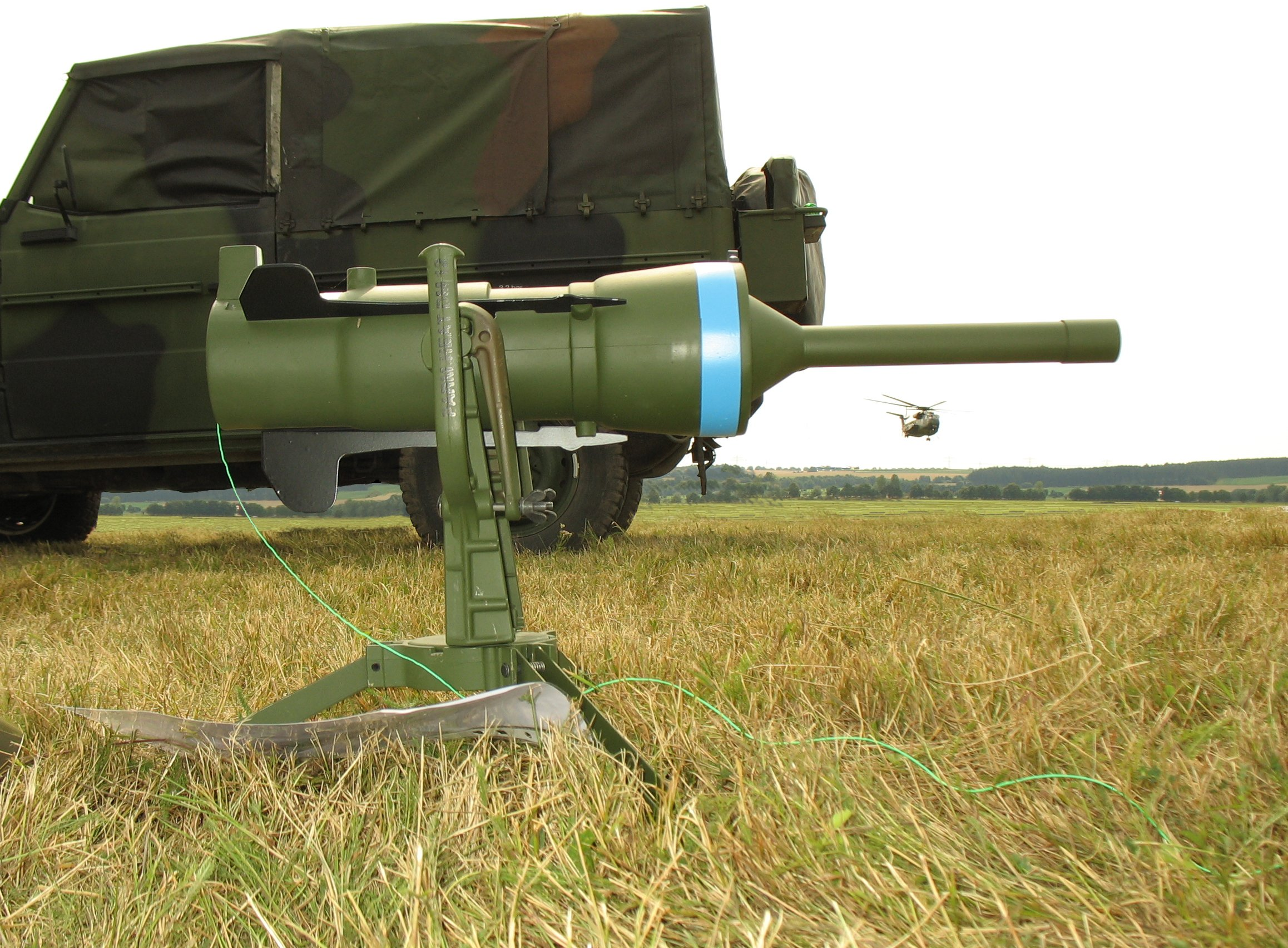
Übungsversion einer Panzerabwehrrichtmine PARM HEAT DM12

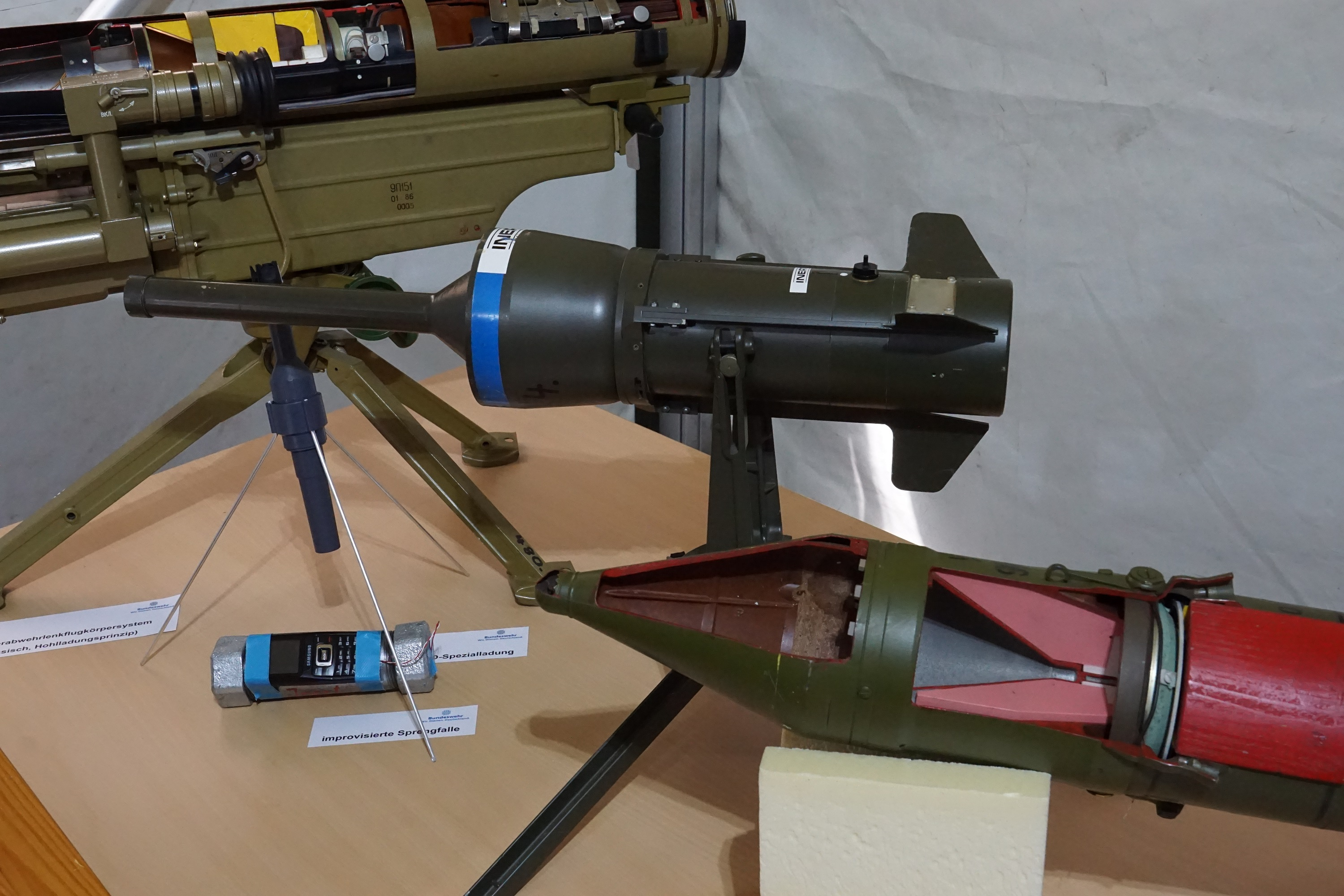
Übungsversion der Panzerabwehrrichtmine

Die DM12 PARM 1 (Deutsches Modell, PARM steht für Panzerabwehrrichtmine) ist eine Panzerabwehrrichtmine, die entwickelt wurde, um gepanzerte Fahrzeuge durch eine Hohlladung zu zerstören. Die aktuelle Version der Bundeswehr ist die Panzerabwehrrichtmine DM22. Diese unterscheidet sich von der DM12 durch eine Wirkzeitbegrenzung.

## Entwicklung
Die PARM 1 wurde in den 1980er-Jahren als „Off-Route“-Mine vom Rüstungskonzern Messerschmitt-Bölkow-Blohm (MBB) entwickelt. Sie wurde zwischen März 1983 und März 1988 getestet und im Juni 1988 für den Einsatz zugelassen. Die PARM 1 erfüllt auch den US-amerikanischen MIL-STD-331A (Test von Zünder und -komponenten) und MIL-STD-810C (Hochtemperaturtest). Die Lieferung an die Bundeswehr erfolgte ab 1991, die sie als DM12 PARM 1 einführte. Nach der Übernahme von MBB wurde die Mine bis 1998 vom Daimler-Benz-Konzern gefertigt. Aufgrund des öffentlichen Drucks wurde die Weiterentwicklung PARM 2 1998 eingestellt. Die DM-22 PARM befindet sich weiterhin im Bestand der Bundeswehr.

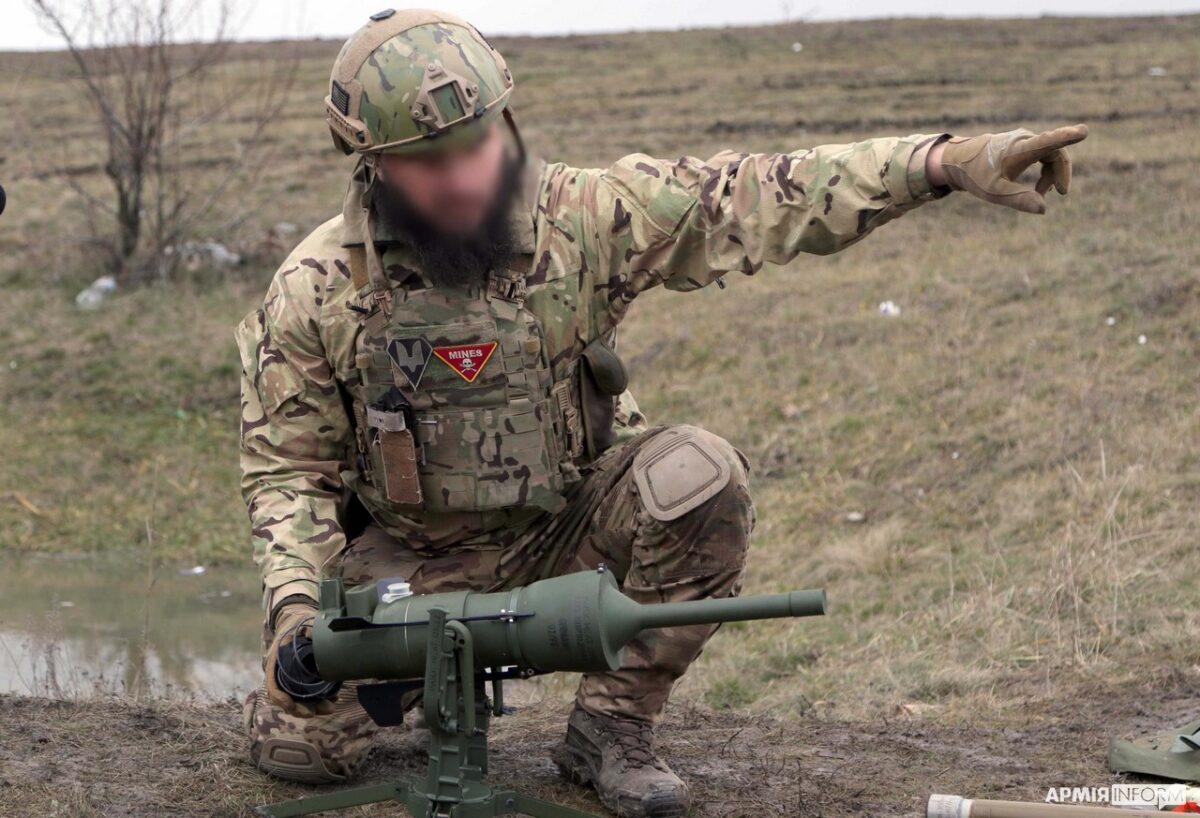
Ukrainischer Soldat mit einer DM-22 PARM

Deutschland hat im Zuge des Russisch-Ukrainischen Krieges 14.900 Panzerabwehrrichtminen aus Beständen der Bundeswehr an die Ukraine geliefert. Im Oktober 2023 wurde die Nachbeschaffung beschlossen, allerdings nicht in voller Stückzahl.
Russland konnte mehrere der Minen in der Ukraine aufgreifen und auf zahlreichen Bildern, die im Internet kursieren, ist zu erkennen, dass die Minen z. B. mit
PARM HEAT DM22 LOS KOP10H0001  Germany  09/96 beschriftet sind.
Aufgrund des Erweiterten Protokolls II des VN-Waffenübereinkommens (engl. CCW), ist die Beschriftung der Minen mit dem Namen des Herkunftslandes, dem Monat und Jahr der Herstellung und der Serien- bzw. Losnummer notwendig. Die Modellnummer DM22 bedeutet, dass es sich um die wirkzeitbegrenzte Version der Mine handelt. Die Losnummer lässt erkennen, dass die Minen im August (H) 2010 im Munitionsdepot Köppern umgebaut und somit in ihrer Wirkzeit begrenzt wurden.
Auf der Eurosatory 2024 in Paris stellte der Hersteller TDW erstmalig den Nachfolger PARM NextGen vor.

## Aufbau und Wirkung
Im Prinzip handelt es sich bei der DM12 PARM um eine autonome, sensorgesteuerte Panzerfaust, die auf einem Dreibein an Wegrändern oder in Straßengräben zur Absicherung von Straßen und Wegen (Off-Route) aufgestellt werden kann. Die Mine verfügt über einen 40 m langen Lichtwellenleiter, der beim Überrollen durch ein schweres Fahrzeug geknickt bzw. gebrochen wird. Dadurch ändert sich in der Steuerungselektronik das empfangene Signal und die Mine löst aus. Darauf schießt die PARM ein rückstoßfreies Geschoss auf das jeweilige Ziel ab, das beim Aufschlag eine Hohlladung zündet. Die Hohlladung trifft damit das Fahrzeug an einer an den meisten Zielen schwach gepanzerten Stelle, nämlich die seitliche Wanne im Bereich der Laufrollen oder Räder. Dabei kann sich das Fahrzeug, bedingt durch die Länge des Lichtwellenleiters, in einer maximalen Entfernung von 40 m befinden. Der Geschosskopf selbst sowie die nach hinten ausgestoßene Gegenmasse haben jedoch eine maximale Reichweite und damit einen Gefahrenbereich von jeweils 500 m.
Als Alternative entwickelte man auch einen passiven Infrarotsensor, kurz SPIR, der in ähnlicher Form (SAPIR) auch mit der PARM-2 genutzt werden sollte. Die maximal mögliche Entfernung erhöhte sich mit diesem auf 60 m, die Mine ist vom Lichtwellenleiter unabhängig. Um den erhöhten Stromverbrauch zu kompensieren, befindet sich die Technik in Bereitschaft. Sie wird erst aktiv, wenn der Akustiksensor, ein dynamisches Mikrofon, das Windgeräusche oder Schussgeräusche unterdrücken kann, auf das Motorengeräusch von Panzern oder schweren Radfahrzeugen reagiert. Mit Hilfe von Infrarotsensoren und einer Infrarot-Optik wurden Richtung und Geschwindigkeit bestimmt. Beim Erreichen des idealen Schusszeitpunktes wird die Mine ausgelöst. In der Weiterentwicklung zur PARM-2 war darüber hinaus die Länge des Fahrzeuges mitentscheidend dafür, ob es bekämpft wird oder nicht. Die weiterentwickelte Sensorik verfügt auch über eine Fahrzeugzählung, die Mine reagiert erst auf das zweite, dritte oder ein beliebiges späteres Fahrzeug. Es ist nicht bekannt, ob der Infrarotsensor für die PARM-1 bei der Bundeswehr eingeführt wurde.
Die Mine kann, einmal aufgestellt, höchstens 40 Tage eingesetzt werden, dann schaltet sie sich ab, indem die Batterie entladen wird. Dieser Vorgang ist nach spätestens 42 Tagen abgeschlossen. Vor Ablauf der 40 Tage kann die PARM jederzeit deaktiviert werden und z. B. später an anderer Stelle wieder eingesetzt werden. Die Wirkzeit beginnt dann nicht von vorne, sondern zählt dann mit der Zeit weiter, bei der die Mine deaktiviert wurde.

## Technische Daten PARM 1
- Hersteller: früher MBB, Daimler bis 1998, ab 2025 TDW GmbH[5]
- Gewicht: 10 kg
- Durchmesser: 128 mm
- Höhe: 39 cm
- Gewicht der Sprengladung: 1,5 kg HEAT (High Explosive Anti Tank)
- Zünder: Sensordraht
- Reichweite: min. 2 m; max. 40 m